# David McCagg
David McCagg (Estados Unidos) es un nadador estadounidense retirado especializado en pruebas de estilo libre, donde consiguió ser campeón mundial en 1982 en los 4x100 metros estilo libre.

## Carrera deportiva
En el Campeonato Mundial de Natación de 1982 celebrado en Guayaquil (Ecuador), ganó la medalla de oro en los relevos de 4x100 metros estilo libre, con un tiempo de 3:19.26 segundos que fue récord del mundo, por delante de la Unión Soviética (plata con 3:21.78 segundos) y Suecia (bronce con 3:22.15 segundos).